# Komkovite
La komkovite è un minerale appartenente al gruppo dell'hilairite.